# Ottaynis Febres
Ottaynis Mercedes Febres (* 16. August 2006) ist eine venezolanische Leichtathletin, die sich auf den Diskuswurf spezialisiert hat. 

## Sportliche Laufbahn
Erste Erfahrungen bei internationalen Meisterschaften sammelte Ottaynis Febres im Jahr 2024, als sie bei den Ibero-Amerikanischen Meisterschaften in Cuiabá mit einer Weite von 47,91 m den achten Platz im Diskuswurf belegte. Anschließend siegte sie mit 47,52 m bei den U20-Südamerikameisterschaften in Lima und belegte dann bei den U20-Weltmeisterschaften ebendort mit 51,43 m den achten Platz. Im September gelangte sie bei den U23-Südamerikameisterschaften in Bucaramanga mit 45,59 m auf Rang fünf. Im Jahr darauf belegte sie bei den Südamerikameisterschaften in Mar del Plata mit 51,30 m den fünften Platz.
2024 wurde Febres venezolanische Meisterin im Diskuswurf.